# Kirchenbezirk Heidenheim
Der Evangelische Kirchenbezirk Heidenheim ist einer von 44 Kirchenbezirken bzw. Kirchenkreisen der Evangelischen Landeskirche in Württemberg. Sein Gebiet ist deckungsgleich mit dem Dekanat Heidenheim.

## Geografie
Der Kirchenbezirk Heidenheim liegt im Osten der württembergischen Landeskirche. Sein Gebiet umfasst überwiegend den Osten der Schwäbischen Alb. Seine Kirchengemeinden gehören zu den politischen Städten und Gemeinden Gerstetten, Giengen an der Brenz, Heidenheim an der Brenz, Herbrechtingen, Hermaringen, Königsbronn, Nattheim, Niederstotzingen, Steinheim am Albuch und Sontheim an der Brenz im Landkreis Heidenheim.

### Nachbarkirchenbezirke
Der Kirchenbezirk Heidenheim grenzt im Osten an die Evangelisch-Lutherische Landeskirche in Bayern, im Süden an den Kirchenbezirk Ulm, im Westen an den Kirchenbezirk Geislingen-Göppingen, im Nordwesten an den Kirchenbezirk Schwäbisch Gmünd und im Norden an den Kirchenbezirk Aalen (alle zur Prälatur Ulm gehörig).

## Geschichte

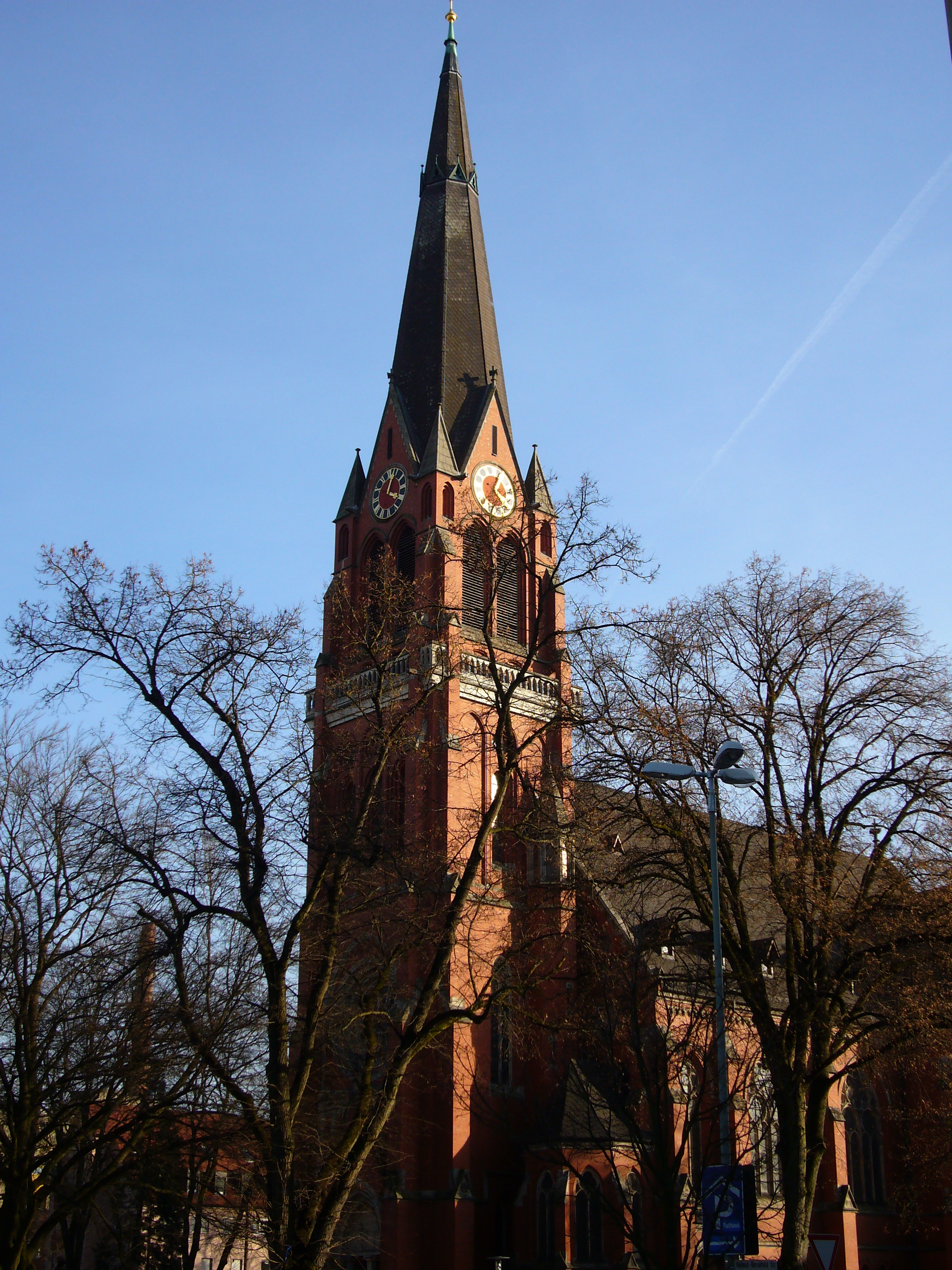
Evang. Pauluskirche Heidenheim

Das Gebiet um Heidenheim gehört zum alten Kernland Württemberg, wo ab 1534 die Reformation eingeführt wurde. Heidenheim wurde daher schon sehr früh Sitz eines Oberamts und auch bald Sitz eines Dekans. Die Reformation wurde aber durch die Reichsstadt Ulm eingeführt. Erst seit 1536 gehörte Heidenheim wieder zu Württemberg. Zum Dekan wurde aber zunächst nicht der Pfarrer in Heidenheim, sondern verschiedene Pfarrer des Umlandes ernannt. So versahen zunächst der Pfarrer in Heubach, ab 1576 der Pfarrer in Gerstetten und ab 1599 die jeweiligen Äbte des Klosters Königsbronn die Dekansgeschäfte. Erst ab 1631 wurde der Sitz des Dekanats endgültig in Heidenheim etabliert. Zunächst war die Michaelskirche Sitz des Dekans. Mit dem Bau der Pauluskirche wechselte der Sitz des Dekans 1897 an die Pauluskirche. Das Dekanat Heidenheim gehörte anfangs zum Generalat Denkendorf, ab 1810 zum Generalat Ulm und ab 1823 zum Generalat Schwäbisch Hall. Nach dessen Auflösung 1913 kam es wieder an das Generalat Ulm, aus dem die heutige Prälatur Ulm hervorging.
Infolge der Auflösung einiger Kreise bzw. Oberämter in Württemberg 1939 wurden auch die kirchlichen Verwaltungsbezirke teilweise neu gegliedert. So wurden mit Wirkung vom 1. April 1939 die Kirchengemeinden Bissingen ob Lontal und Niederstotzingen vom Kirchenbezirk Ulm in den Kirchenbezirk Heidenheim umgegliedert.

## Leitung des Kirchenbezirks
Die Leitung des Kirchenbezirks obliegt der Bezirkssynode, dem Kirchenbezirksausschuss (KBA) und dem Dekan. Dekan ist seit 1. Februar 2021 Gerd Häußler.

### Dekane des Kirchenbezirks Heidenheim seit 1805
- 1805–1813 Johann Eberhard Heinrich Scholl
- 1814–1820 Gottlieb Friedrich Jäger
- 1820–1838 Johann Christoph Friedrich Reuchlin
- 1838–1845 Heinrich Christlieb
- 1845–1850 Christian Faber
- 1850–1858 Gottlob Christian Wurm
- 1858–1865 Ferdinand Friedrich Dörtenbach
- 1866–1885 Friedrich Wilhelm Barth
- 1885–1887 Jakob Christian Löffler
- 1888–1901 Albert Julius Landenberger
- 1902–1917 Hermann Eytel
- 1917–1948 Ottmar Schönhuth
- 1948–1962 Johannes Josenhans
- 1963–1970 Walter Tlach (1913–2004)
- 1971–1983 Hans Lempp (1917–1993)
- 1983–1992 Traugott Scheytt (* 1927)
- 1992–2002 Richard Reininghaus (1939–2019)
- 2003–2020 Karl-Heinz Schlaudraff (1954–2021)
- seit 1. Februar 2021 Gerd Häußler[1]

## Kirchengemeinden
Im Kirchenbezirk Heidenheim gibt es derzeit (Stand 2020) insgesamt 26 evangelische Kirchengemeinden.
Davon haben sich vier Kirchengemeinden zur Gesamtkirchengemeinde Heidenheim und am 1. Januar 2007 drei weitere Kirchengemeinden zur Gesamtkirchengemeinde Härtsfeld Süd zusammengeschlossen (gegründet als Gesamtkirchengemeinde Oggenhausen-Nattheim-Fleinheim-Dischingen). Mit Wirkung vom 1. Januar 2008 wurde die Gesamtkirchengemeinde Giengen an der Brenz mit vier Teilkirchengemeinden neu umschrieben. Zum 1. September 2019 haben sich die Kirchengemeinden Sontheim-Brenz-Bergenweiler und Niederstotzingen zur Gesamtkirchengemeinde Sontheim-Niederstotzingen zusammengeschlossen.
Alle Teilkirchengemeinden bleiben aber weiterhin selbständige Körperschaften des öffentlichen Rechts. Darüber hinaus gibt es im Kirchenbezirk Heidenheim seit 2000 die Evangelische Brückengemeinde Heidenheim, eine in der Württembergischen Landeskirche neu gegründete Gemeinde.
Das Gebiet des Kirchenbezirks Heidenheim gehörte früh zu Württemberg, das die Reformation einführte. Das Gebiet ist daher überwiegend evangelisch geprägt; es gibt in fast jedem Dorf eine meist alte evangelische Kirche und Kirchengemeinde. Die jeweils in Klammern hinter dem Namen der Kirchengemeinde angegebenen Gemeindegliederzahlen beziehen sich auf das Jahr 2020 und sind gerundet.

### Kirchengemeinde Bissingen-Hausen
Die Kirchengemeinde Bissingen-Hausen (ca. 325 Gemeindeglieder) umfasst die Stadtteile Bissingen ob Lontal und Hausen ob Lontal der Stadt Herbrechtingen. Sie wurde mit Wirkung vom 11. November 2007 durch Vereinigung der bis dahin selbständigen Kirchengemeinden Bissingen und Hausen gebildet. Das Ministerium für Kultus, Jugend und Sport hat die Kirchengemeinde Bissingen-Hausen als Körperschaft des öffentlichen Rechts anerkannt. Die Kirchengemeinde Bissingen-Hausen hat somit zwei Kirchen.
In Bissingen ob Lontal wurde eine Kirche 1347 erstmals erwähnt. Die den Hl. Georg und Martin geweihte Kirche gelangte über die Herren von Rammingen an das Kloster Königsbronn, dem die Kirche 1383 inkorporiert wurde. Nach der Reformation war der Ort konfessionell geteilt. Der württembergische Teil des Ortes, der den Klöstern Herbrechtingen und Königsbronn gehörte, wurde evangelisch, während der Teil der Herrschaft Riedheim katholisch blieb. Die Anfang des 13. Jahrhunderts als Wehrkirche erbaute Kirche wurde dann simultan genutzt. Dies hatte 1569 Herzog Ulrich von Württemberg geregelt. 1841 erhielt der Ort neben der evangelischen auch eine katholische Pfarrei. Das Simultaneum wurde 1968 durch den Bau der katholischen Hl.-Kreuz-Kirche beendet. Seither dient die alte Kirche allein der evangelischen Kirchengemeinde. Sie wurde in den 1970er Jahren renoviert. Dabei wurden im Kirchenschiff Fresken (um 1400) freigelegt und restauriert. Bereits 1963 wurde eine Bornefeld-Orgel eingebaut. Neben der Kirche befindet sich die denkmalgeschützte Pfarrscheuer. Sie wurde 1990 in ein Gemeindehaus umgebaut.
Das Pfarramt Bissingen ob Lontal betreute bereits vor der Fusion 2007 auch die Nachbarkirchengemeinde Hausen ob Lontal. Beide Kirchengemeinden hatten schon vor der Fusion einen gemeinsamen Posaunenchor.
In Hausen ob Lontal wurde eine Kirche 1356 erstmals erwähnt. Ab 1479 wird sie St. Margarete genannt. Das Patronat hatte das Kloster Anhausen. Nach dem Dreißigjährigen Krieg wurde die Pfarrei teilweise mit Dettingen zusammengelegt. Die Kirche ist spätbarock. 1835 wurde der Turm der Kirche erneuert. Im Innern der Kirche befand sich einst ein Altarschrein eines Ulmer Meisters. Heute ist dieser im Landesmuseum zu sehen.
Bis 1939 gehörte die Kirchengemeinde Bissingen ob Lontal zum Kirchenbezirk Ulm. Mit Wirkung vom 1. April 1939 wurde sie in den Kirchenbezirk Heidenheim umgegliedert.

### Kirchengemeinde Bolheim
Die Kirchengemeinde Bolheim (ca. 1300 Gemeindeglieder) umfasst den Stadtteil Bolheim der Stadt Herbrechtingen. Eine Kirche in Bolheim wurde 1320 erstmals erwähnt. Sie hat aber eine Bausubstanz, die ins 11. Jahrhundert datiert. Das Patronat gelangte vom Kloster Lorch an das Kloster Anhausen, dem die Kirche 1406 inkorporiert wurde. Die Kirche erhielt ihr heutiges Aussehen im Wesentlichen 1780. Beim damaligen Umbau blieb der spätgotische Chorturm erhalten. Das Schiff wurde im 17. Jahrhundert angebaut. Die Stuckdekoration stammt aus dem 18. Jahrhundert. Die Kanzel wurde im Zopfstil erbaut. Das Holzkruzifix ist spätgotisch.

### Kirchengemeinde Dettingen am Albuch
Die Kirchengemeinde Dettingen am Albuch (ca. 1070 Gemeindeglieder) umfasst den Ortsteil Dettingen am Albuch der Gemeinde Gerstetten. Eine Kirche St. Peter wurde in Dettingen am Albuch erstmals 1125 erwähnt. Das Patronat hatten die schwäbischen Pfalzgrafen, die es an die Herren Öttingen und diese 1311 an das Kloster Anhausen abgaben. Im 15. Jahrhundert war Dettingen Sitz eines Landkapitels. Nach der Reformation wurde die Kirche evangelische Pfarrkirche. Die heutige Kirche wurde 1769 von Joseph Dossenberger neu erbaut. Es handelt sich um eine Saalkirche im Rokokostil mit klassizistischen Elementen. Der Turm mit einer glockenförmigen Haube wurde 1835 nach Einsturz des Vorgängerturm neu erbaut. Dabei wurde auch das Kirchenschiff völlig umgebaut. Im Innern befindet sich ein hochgotischer Taufstein sowie Grabdenkmäler des 18. Jahrhunderts.

### Kirchengemeinde Gerstetten
Die Kirchengemeinde Gerstetten (ca. 2900 Gemeindeglieder) umfasst den Hauptort und die Ortsteile Heuchstetten und Sontbergen sowie weitere zugehörige Weiler der Gemeinde Gerstetten. Eine Kirche wurde in Gerstetten erstmals 1225 erwähnt. Das ab 1404 als St. Michaelskirche bekannte Gotteshaus im sogenannten Oberdorf gehörte ab 1140 dem Kloster Elchingen und den Helfensteinern. Später wechselte das Patronat der Kirche zwischen dem Kloster Elchingen und Württemberg, das 1536 gegen den Widerstand des Klosters die Reformation einführte. Nach dem Dreißigjährigen Krieg wurde Gerstetten vorübergehend von Heldenfingen aus versorgt. 1774 wurde die Michaelskirche als flachgedeckter Saalbau neu erbaut.
Neben der Michaelskirche gibt es noch die sogenannte Untere Kirche. Sie wurde 1396 erstmals als Kapelle St. Nikolaus erwähnt, als Gräfin Anna von Helfenstein dort eine Frühmesse stiftete. Die hochgotische Kapelle wurde danach mehrfach verändert. Sie hat noch romanische Reste. 1585 wurde die Chorturmkirche erweitert, 1698 bis 1725 barockisiert und 1875/76 renoviert. In beiden Kirchen werden bis heute abwechselnd Gottesdienste gefeiert.
Die Kirchengemeinde Gerstetten hat einen Posaunen- und einen Kirchenchor.
Bis 1974 gehörte Sontbergen zur Gemeinde Bräunisheim im Alb-Donau-Kreis. Eine Kirche wurde in Sontbergen 1356 erstmals erwähnt. Bis zur Reformation war Sontbergen eigene Pfarrei. Die dem Hl. Jakob geweihter Kirche in Sontbergen besitzt Fenster von Sieger Köder.

### Gesamtkirchengemeinde Giengen an der Brenz
Die Gesamtkirchengemeinde Giengen an der Brenz in der heutigen Form entstand mir Wirkung vom 1. Januar 2008, als die Kirchengemeinden Giengen und Hürben in die damalige Evangelische Gesamtkirchengemeinde Hohenmemmingen-Sachsenhausen eingegliedert wurden. Die so neu entstandene Körperschaft wurde gleichzeitig in „Evangelische Gesamtkirchengemeinde Giengen an der Brenz“ umbenannt. Die Gesamtkirchengemeinde Giengen ist Träger der Kindergärten in Giengen (Hainbuchenweg, Lederstraße und Schwage), Hürben und Hohenmemmingen.

#### Kirchengemeinde Giengen an der Brenz

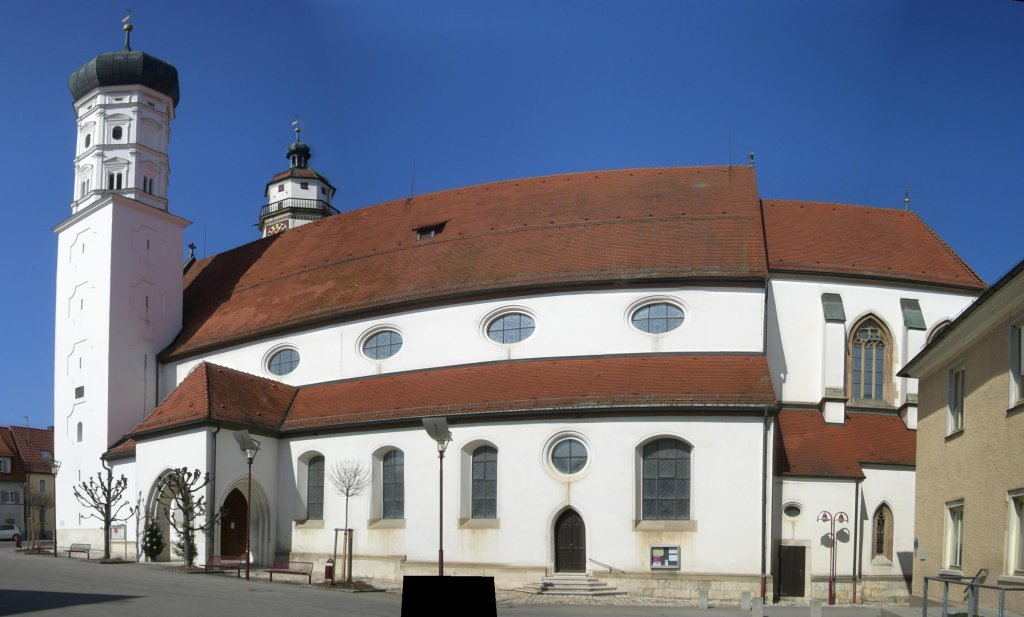
Evang. Stadtkirche Giengen an der Brenz

Die Kirchengemeinde Giengen an der Brenz (ca. 3900 Gemeindeglieder) umfasst die Kernstadt von Giengen an der Brenz und die zur Gemeinde Hermaringen gehörigen Wohnplätze Gerschweiler und Hohweiher. Eine Kirche wurde in Giengen 1216 erstmals erwähnt. Ab 1303 wird sie St. Peter genannt. Sie stand im alten Dorf Giengen. Ihr Patronat gehörte den Staufern, dann dem Reich. Die heutige Stadtkirche geht auf eine Kapelle zurück. An ihrer Stelle wurde die Stadtkirche 1374 neu erbaut und zur Pfarrkirche Giengens erhoben. Sie ist im Kern romanisch, in der Hochgotik wurde sie erweitert. Nach dem Stadtbrand 1634 wurde sie 1650 bis 1655 wieder aufgebaut. Dabei wurde die Oberwand mit frühbarocken Pilastern versehen. Der nördliche Fassadenturm stammt noch aus dem Jahr 1579, der südliche wurde 1710 erbaut. Im Innern befindet sich ein Altar von 1677, eine Kanzel von 1654 und ein Hochaltar von 1659. Die Epitaphe stammen aus dem 17. und 18. Jahrhundert.
1528 wurde in der Stadtkirche die erste evangelische Predigt gehalten. Auf Bitten der Bürger wurde 1531 der erste evangelische Prediger angestellt. Es gab jedoch weiterhin katholische Gottesdienste. 1537 wurde die württembergische Kirchenordnung eingeführt und 1556 wurde endgültig die Reformation besiegelt. Als Freie Reichsstadt konnte Giengen die kirchlichen Angelegenheiten selbst regeln. Nach dem Übergang an Württemberg wurde die Kirchengemeinde Giengen dem Dekanat Heidenheim zugeordnet. Neben der Stadtkirche gibt es noch die im Kern frühgotische, 1634 bis 1701 wiederaufgebaute Spitalkirche, die aber seit 1967 der griechisch-orthodoxen Gemeinde als Gottesdienstraum dient. Ferner gab es mehrere Kapellen, die jedoch nahezu alle abgebrochen wurden.
Innerhalb der Kirchengemeinde Giengen an der Brenz arbeitet auch die „OASE-Gemeinde in der Evangelischen Kirchengemeinde Giengen“.
Die zur Gemeinde Hermaringen gehörigen Wohnplätze Gerschweiler und Hohweiher wurden erst durch Bekanntmachung des Oberkirchenrats vom 28. August 1984 von der Kirchengemeinde Hermaringen in die Kirchengemeinde Giengen an der Brenz umgegliedert.
Mit Wirkung vom 1. Januar 2008 wurde die Kirchengemeinde Giengen an der Brenz zusammen mit der Kirchengemeinde Hürben in die Gesamtkirchengemeinde Hohenmemmingen-Sachsenhausen eingegliedert, die gleichzeitig in „Gesamtkirchengemeinde Giengen an der Brenz“ umbenannt wurde.

#### Kirchengemeinde Hohenmemmingen
Die Kirchengemeinde Hohenmemmingen (ca. 600 Gemeindeglieder) umfasst den Stadtteil Hohenmemmingen der Stadt Giengen an der Brenz. Eine Kirche wird in Hohenmemmingen 1353 erstmals erwähnt. Die ab 1463 als Martinskirche bekannte Kirche hat noch einen romanischen Kirchturm aus der Zeit um 1100. Das Kirchenschiff wurde in der Gotik und im Barock erweitert. Wesentliche Teile der Ausstattung stammen aus dem Barock und von der Renovierung von 1895 durch Heinrich Dolmetsch. Ursprünglich gehörte sie den Helfensteinern und den Herren von Riedheim, schließlich dem Kloster Herbrechtingen, dem die Kirche 1412 inkorporiert wurde. Württemberg führte die Reformation ein. 1649 bis 1660 wurde Hohenmemmingen von Hermaringen aus versorgt. Ursprünglich war die Kirche von einer Kirchhofmauer und einem Torturm umgeben. Beide wurden 1905 abgebrochen.
Neben der Kirche nutzt die Kirchengemeinde die Gemeinderäume im Alten Rathaus in der Hauptstraße. Sie ist auch Trägerin eines Kindergartens Am Käppelesberg. Die Aussegnungshalle auf dem Friedhof in Hohenmemmingen hat Farbglasfenster von Sieger Köder. Sie zeigen Geburt und Schöpfung – Leben und Arbeiten – Sterben und Tod – Auferstehung und ewiges Leben.
Das Pfarramt Hohenmemmingen betreut auch die Kirchengemeinde Sachsenhausen. Beide Kirchengemeinden bildeten bis 2007 die Gesamtkirchengemeinde Hohenmemmingen-Sachsenhausen. Mit Wirkung vom 1. Januar 2008 wurden die Kirchengemeinden Giengen an der Brenz und Hürben in die Gesamtkirchengemeinde Hohenmemmingen-Sachsenhausen eingegliedert, die gleichzeitig in „Gesamtkirchengemeinde Giengen an der Brenz“ umbenannt wurde.

#### Kirchengemeinde Hürben
Die Kirchengemeinde Hürben (ca. 780 Gemeindeglieder) umfasst die Stadtteile Hürben und Burgberg der Stadt Giengen an der Brenz sowie die Ortsteile Lontal und Reuendorf der Stadt Niederstotzingen. Eine Kirche wurde in Hürben 1226 erwähnt, als der Kirchensatz der Kirche an das Kloster Herbrechtingen gelangte. Danach wurde die Pfarrei aufgehoben und Hürben von Herbrechtingen pfarramtlich betreut. 1463 wurde die Kirche St. Michael genannt. Erst 1827 wurde Hürben wieder Sitz einer eigenen Pfarrei. Als Dorfkirche diente bis 1738 die ehemalige Burgkapelle, bis diese durch einen Blitzschlag niederbrannte. Die heutige Kirche wurde unweit der alten Kirche durch Architekt Christoph Friedrich Weyhing erbaut. Es handelt sich um einen spätbarocken Saalbau mit Turm über der Westwand. Im Innern ist ein Ölgemälde und ein Kruzifix zu sehen, das wohl um 1713 entstand und noch aus der alten Kirche übernommen wurde. Die Kirchengemeinde Hürben ist Träger eines Kindergartens. Sie hat auch einen Posaunenchor und einen Kirchenchor. Mit Wirkung vom 1. Januar 2008 wurde die Kirchengemeinde Hürben zusammen mit der Kirchengemeinde Giengen an der Brenz in die Gesamtkirchengemeinde Hohenmemmingen-Sachsenhausen eingegliedert, die gleichzeitig in „Gesamtkirchengemeinde Giengen an der Brenz“ umbenannt wurde.
Burgberg sowie Lontal und Reuendorf blieben nach der Reformation katholisch. Die überwiegend erst nach dem Zweiten Weltkrieg zugezogenen evangelischen Bewohner wurden im Falle Burgbergs zunächst der Kirchengemeinde Hermaringen zugeordnet. Mit Wirkung vom 29. August 1997 wurde Burgberg jedoch der Kirchengemeinde Hürben zugeordnet, zu dem bereits vorher die Orte Lontal und Reuendorf gehörten. In Burgberg finden heute 14-täglich evangelische Gottesdienste im katholischen Gemeindehaus statt.

#### Kirchengemeinde Sachsenhausen
Die Kirchengemeinde Sachsenhausen (ca. 130 Gemeindeglieder) umfasst den Stadtteil Sachsenhausen der Stadt Giengen an der Brenz. 1339 wurde in Sachsenhausen erstmals eine Pfarrei erwähnt. 1412 wurde sie als Filiale von Hohenmemmingen genannt. Bis heute wird die Kirchengemeinde vom dortigen Pfarramt betreut. Beide Kirchengemeinden bildeten bis 2007 die Gesamtkirchengemeinde Hohenmemmingen-Sachsenhausen. Mit Wirkung vom 1. Januar 2008 wurden die Kirchengemeinden Giengen an der Brenz und Hürben in die Gesamtkirchengemeinde Hohenmemmingen-Sachsenhausen eingegliedert, die gleichzeitig in „Gesamtkirchengemeinde Giengen an der Brenz“ umbenannt wurde.
Gottesdienste werden in Sachsenhausen am zweiten und vierten Sonntag im Monat sowie an kirchlichen Festtagen gefeiert. Die heutige Dorfkirche Sachsenhausen wurde 1681 erbaut, nachdem der Vorgängerbau 1634 abgebrannt war. Bedeutendste Ausstattungsstücke sind die barocke Kanzel von 1682 und das Altarkruzifix von 1741. Neben der Kirche nutzt die Kirchengemeinde gemeinsam mit den örtlichen Vereinen die Räume in der Alten Schule als Gemeinderäume.

### Kirchengemeinde Gussenstadt
Die Kirchengemeinde Gussenstadt (ca. 800 Gemeindeglieder) umfasst den Ortsteil Gussenstadt der Gemeinde Gerstetten. 1326 schenkten der Grafen von Helfenstein das Patronat der Kirche in Gussenstadt dem Kloster Anhausen, dem sie 1421 inkorporiert wurde. Im Kern ist die Kirche noch romanisch, 1446 wurde sie umgebaut und verlängert, 1691 barockisiert. Ab 1774 wurde die seit 1597 als St. Michaelskirche bekannte Kirche restauriert. Im Innern sind Tafel- und Wandgemälde aus dem 16. und 17. Jahrhundert zu sehen.

### Gesamtkirchengemeinde Härtsfeld Süd
Die Gesamtkirchengemeinde Härtsfeld Süd (gegründet als Gesamtkirchengemeinde Oggenhausen-Nattheim-Fleinheim/Dischingen) (ca. 3600 Gemeindeglieder) umfasst den Stadtteil Oggenhausen der Stadt Heidenheim sowie die Gemeinden Nattheim und Fleinheim-Dischingen. Sie wurde am 1. Januar 2007 aus den drei Kirchengemeinden Oggenhausen, Nattheim und Fleinheim gebildet. Gleichzeitig wurden die evangelischen Bewohner der Gemeinde Dischingen (bislang zur Kirchengemeinde Neresheim gehörig) der Kirchengemeinde Fleinheim zugeordnet.

#### Kirchengemeinde Oggenhausen
Die Kirchengemeinde Oggenhausen (ca. 680 Gemeindeglieder) umfasst den Stadtteil Oggenhausen der Stadt Heidenheim. Oggenhausen gehörte kirchlich zunächst zu Zöschingen und blieb zunächst katholisch. Im 17. Jahrhundert setzte sich aber auch hier der Protestantismus durch. Danach wurde der Ort von Nattheim aus versorgt, bis er 1834 eine eigene Pfarrei bekam. Von 1916 bis 1969 wurde Oggenhausen erneut von Nattheim, dann von Fleinheim betreut. 1984 wurde die Pfarrstelle dann von Fleinheim nach Oggenhausen verlegt. Die Dorfkirche wurde 1702 anstelle einer Kapelle St. Wendelin erbaut und 1861 erneuert.

#### Kirchengemeinde Fleinheim-Dischingen
Die Kirchengemeinde Fleinheim-Dischingen (ca. 620 Gemeindeglieder) umfasst die Ortsteile Auernheim und Fleinheim der Gemeinde Nattheim sowie die Gemeinde Dischingen. Eine Kirche wurde in Fleinheim 1331 erstmals erwähnt. Die Kirche, später als Peterskirche bzw. Petruskirche bekannt, war bis 1448 helfensteinisch. 1536 wurde die Reformation eingeführt. Im 16. Jahrhundert wurde der Ort von Nattheim, im 17. Jahrhundert von Schnaitheim versorgt. Später bekam Fleinheim dann eine eigene Pfarrstelle, die 1984 nach Oggenhausen verlegt wurde. Die heutige Petruskirche in Fleinheim wurde 1763 von Dossenberger auf den Resten des Vorgängerbaus errichtet. Dabei blieb der hochgotische Turm erhalten. Das Schiff hat einen ovalen Grundriss. Die Kirchengemeinde Fleinheim (seit 2007 Fleinheim-Dischingen) wird heute (wieder) vom Pfarramt Nattheim betreut.
Die Gemeinde Dischingen mit ihren heutigen Ortsteilen Ballmertshofen, Demmingen, Dunstelkingen, Eglingen, Frickingen und Trugenhofen sowie der Nattheimer Ortsteil Auernheim blieben nach der Reformation katholisch. Die überwiegend erst nach dem Zweiten Weltkrieg zugezogenen Einwohner Dischingens wurden zunächst der Kirchengemeinde Fleinheim zugeordnet. Durch Bekanntmachung des Oberkirchenrats vom 31. Mai 1951 wurden Ballmertshofen, Dischingen und Trugenhofen der Kirchengemeinde Neresheim (Kirchenbezirk Aalen) zugeordnet, während Auernheim bei der Kirchengemeinde Fleinheim verblieb. Am 1. Januar 2007 wurde die Gemeinde Dischingen mit ihren Ortsteilen jedoch (wieder) der Kirchengemeinde Fleinheim zugeordnet, die mit Wirkung vom 27. April 2007 in Evangelische Kirchengemeinde Fleinheim-Dischingen umbenannt wurde.

#### Kirchengemeinde Nattheim
Die Kirchengemeinde Nattheim (ca. 2000) umfasst den Hauptort und den Ortsteil Steinweiler der Gemeinde Nattheim. Eine Kirche wird in Nattheim 1365 erstmals erwähnt. Das Patronat der ab 1468 als Martinskirche bekannten Kirche hatte die Herrschaft Faimingen, dann die von Scharenstetten und schließlich Helfenstein und das Kloster Herbrechtingen. Die Reichsstadt Ulm führte die Reformation ein. Die heutige Kirche wurde im neoromanisch-maurischen Stil ab 1865 neu erbaut. Der zur Kirchengemeinde Nattheim gehörige Ort Steinweiler hat keine Kirche. Politisch gehörte Steinweiler zu Auernheim, mit dem es zur Gemeinde Nattheim kam.

### Gesamtkirchengemeinde Heidenheim
Die Gesamtkirchengemeinde Heidenheim (ca. 8200 Gemeindeglieder) umfasst die Kernstadt einschließlich aller Wohngebiete wie etwa Mittelrain der Stadt Heidenheim an der Brenz. Sie wurde durch Bekanntmachung des Oberkirchenrats vom 25. Juli 1958 gebildet. Damals wurde die bis dahin alleinige Evangelische Kirchengemeinde Heidenheim in zunächst drei Teilkirchengemeinden, nämlich Pauluskirchengemeinde Heidenheim, Christuskirchengemeinde Heidenheim und Waldkirchengemeinde Heidenheim aufgeteilt und diese in der neu gebildeten Gesamtkirchengemeinde Heidenheim zusammengeschlossen. Das Kultusministerium hatte die Gesamtkirchengemeinde und deren Teilkirchengemeinden mit Schreiben vom 27. Januar 1958 als Körperschaften des öffentlichen Rechts anerkannt. Durch Bekanntmachung des Oberkirchenrats vom 6. Dezember 1963 kam für das Wohngebiet Zanger Berg die Johanneskirchengemeinde Heidenheim als vierte, im Jahr 1968 im Stadtteil Mittelrain die Versöhnungskirchengemeinde Heidenheim als fünfte und 1995 für die Heidenheimer Oststadt die Oststadtkirchengemeinde Heidenheim (heute Zinzendorfkirchengemeinde) als sechste Teilkirchengemeinde dazu. Im November 2007 schlossen sich die Christuskirchengemeinden Heidenheim und die Johanneskirchengemeinde Heidenheim zur neuen Auferstehungskirchengemeinde Heidenheim zusammen. Die Pauluskirchengemeinde und die Waldkirchengemeinde fusionierten im Dezember 2013 zur Paulus-Wald-Kirchengemeinde. Seither besteht die Gesamtkirchengemeinde Heidenheim nur noch aus vier Teilkirchengemeinden. In den Heidenheimer Stadtteilen Schnaitheim, Mergelstetten und Oggenhausen gibt es selbständige Kirchengemeinden, die nicht zur Gesamtkirchengemeinde Heidenheim gehören.
Die Kindergärten der Gesamtkirchengemeinde gehören zum Träger des Kirchenbezirks. In Fleinheim unterhält sie ein Freizeitheim.

#### Auferstehungskirchengemeinde Heidenheim
Die Auferstehungskirchengemeinde Heidenheim (ca. 2850 Gemeindeglieder) umfasst den Westen der Stadt Heidenheim. Sie wurde am 11. November 2007 durch Vereinigung der Christuskirchengemeinde Heidenheim und der Johanneskirchengemeinde Heidenheim gebildet.
Infolge starken Wachstums der Stadt Heidenheim, insbesondere nach dem Zweiten Weltkrieg, entstanden weitere Kirchen und Kirchengemeinden. So wurde 1956/57 die Christuskirche mit Kindergarten erbaut. Die zugehörige Christuskirchengemeinde wurde durch Bekanntmachung des Oberkirchenrats vom 25. Juli 1958 gebildet, als die bis dahin alleinige Kirchengemeinde Heidenheim in damals drei Teilkirchengemeinden aufgeteilt wurde. Sie hatte zuletzt ca. 1230 Gemeindeglieder. Im Bereich der Christuskirche befand sich auch der Hochbergkindergarten, der 2005 in die Trägerschaft der Stadt Heidenheim übergeben wurde.
1963 wurde für die sogenannte „Bungalow-Siedlung“ nahe dem Waldfriedhof sowie das Wohngebiet „Zanger Berg“ die Johanneskirche erbaut und durch Bekanntmachung des Oberkirchenrats vom 6. Dezember 1963 die selbständige Johanneskirchengemeinde Heidenheim als weitere Teilkirchengemeinde innerhalb der Gesamtkirchengemeinde Heidenheim gebildet. Das Kultusministerium hatte die Johanneskirchengemeinde Heidenheim mit Schreiben vom 24. Juni 1963 als Körperschaft des öffentlichen Rechts anerkannt. Das Gemeindezentrum mit Kirchensaal, das ein Wandrelief von Franklin Pühn und eine Bornefeld-Orgel besitzt, hat verschiedenen Gemeinderäume und einen Kindergarten, jedoch keinen Glockenturm. Die zugehörige Johanneskirchengemeinde hatte zuletzt ca. 1620 Gemeindeglieder.
Beide Kirchengemeinden fusionierten 2007 zur heutigen Auferstehungskirchengemeinde Heidenheim.

#### Paulus-Wald-Kirchengemeinde Heidenheim

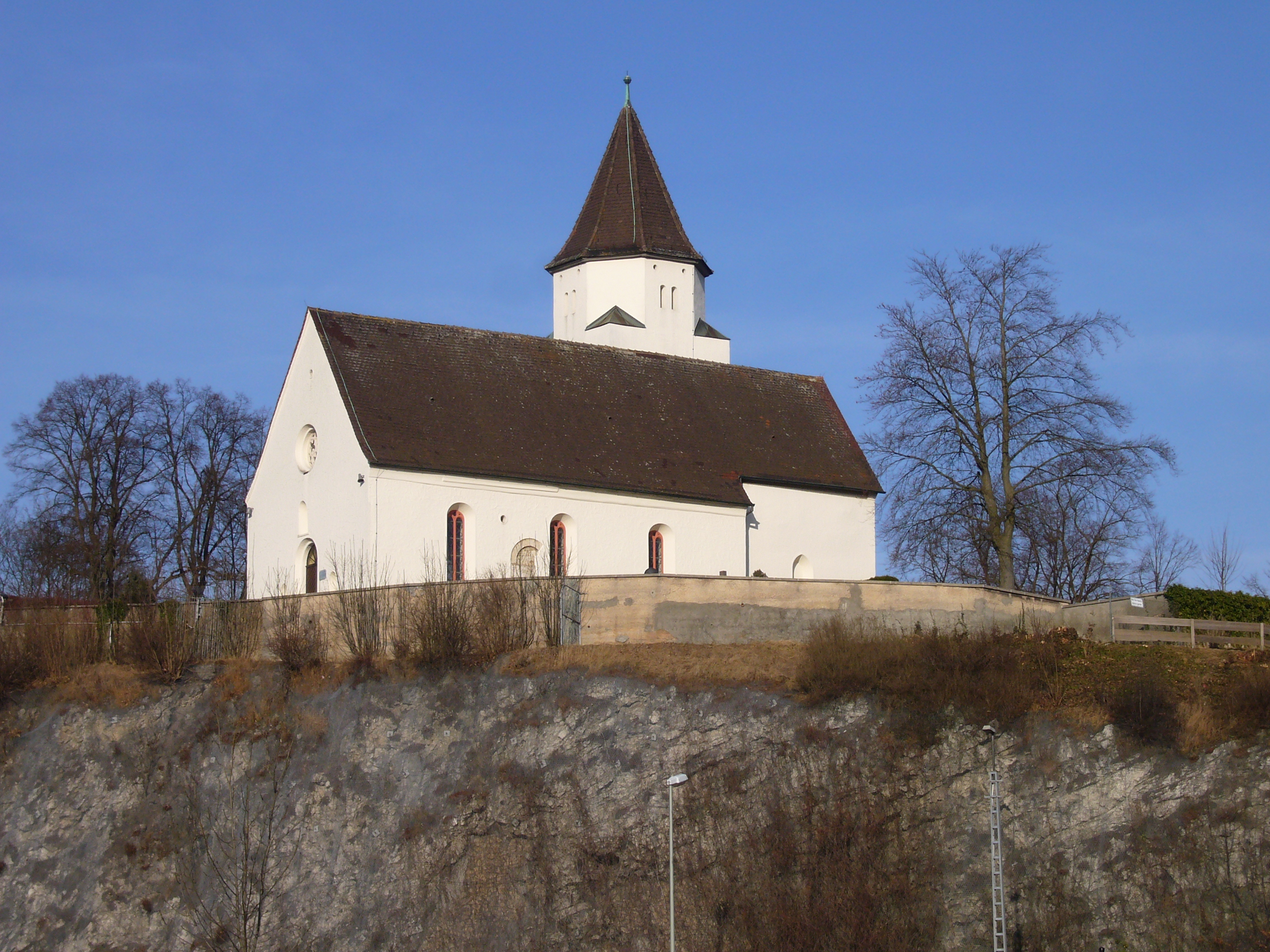
Peterskirche auf dem Totenberg in Heidenheim

Die Pauluskirchengemeinde und die Waldkirchengemeinde bilden seit Dezember 2013 die Paulus-Wald-Kirchengemeinde (ca. 2600 Gemeindeglieder).
Das Gebiet der ehemaligen Pauluskirchengemeinde Heidenheim umfasst die historische Kernstadt von Heidenheim an der Brenz zwischen Brenz und Schlossberg sowie Galgenberg und Brunnenmühle. Mittelpunkt ist die Pauluskirche, die heutige evangelische Hauptkirche der Stadt und Sitz des Dekanats. Gleichzeitig ist diese Kirche Sitz des Bezirkskantors. Die Stelle hat Dörte Maria Packeiser inne.
Schon ab 1524 drang durch Ulm die Reformation in die Stadt. Da die Stadt damals zu Württemberg gehörte, wurde die Reformation ab 1535 durch Herzog Ulrich weiterbetrieben, so dass Heidenheim über Jahrhunderte eine überwiegend protestantische Stadt war. In jener Zeit wurde die Stadt Sitz eines Dekanats. Die erste Pfarrkirche Heidenheims war die Peterskirche auf dem Totenberg, eine ursprünglich romanische Kirche, die mehrfach umgebaut wurde und heute als Friedhofskirche dient. Im 16. Jahrhundert wurde die Michaelskirche Pfarrkirche der Stadt. Diese Kirche wurde um 1200 erbaut, 1578 neu ausgestattet und 1621 durch einen Anbau erweitert. Der Turm wurde 1687 erneuert, der Anbau 1767 nochmals vergrößert. Dennoch wurde die Michaelskirche bald zu klein. So wurde 1897 die Pauluskirche im neogotischen Stil erbaut. Sie wurde Sitz des Dekans. Im 20. Jahrhundert nahm die Zahl der Bevölkerung Heidenheims zu, so dass weitere Gemeinden gegründet wurden. Durch Bekanntmachung des Oberkirchenrats vom 25. Juli 1958 wurde die heutige Pauluskirchengemeinde Heidenheim gebildet, als die bis dahin alleinige Kirchengemeinde Heidenheim in damals drei Teilkirchengemeinden aufgeteilt wurde, welche die neue Gesamtkirchengemeinde Heidenheim bilden.
Die ehemalige Waldkirchengemeinde Heidenheim umfasst den Südosten der Stadt Heidenheim mit der Voithsiedlung. Infolge starken Wachstums der Kirchengemeinde Heidenheim wurde 1926 als Ableger der Pauluskirchengemeinde an der Hölderlinstraße eine kleine Holzkirche erbaut. Am 17. Oktober 1926 konnte die Kirche eingeweiht werden. In den 1950er Jahren wurde ein Anbau erstellt, doch war die Kirche bald wieder zu klein und durch Hochwasserschäden des Jahres 1968 war sie so in Mitleidenschaft gezogen, dass man sich zum Bau einer neuen und größeren Waldkirche entschloss. Das Stuttgarter Architekturbüro Kugel-Maier-Yöndel schuf 1973 bis 1975 ein modernes multifunktionales Gemeindezentrum mit Mesnerwohnung in unmittelbarer Nähe zur alten Kirche, die dann abgebrochen wurde. Die selbständige Waldkirchengemeinde Heidenheim war bereits durch Bekanntmachung des Oberkirchenrats vom 25. Juli 1958 gebildet worden, als die alleinige Kirchengemeinde Heidenheim in damals drei Teilkirchengemeinden aufgeteilt wurde. 2013 fusionierte sie mit der Pauluskirchengemeinde zur Paulus-Wald-Kirchengemeinde.
Am 1. Advent 2015 wurde die Waldkirche entwidmet. Ab Ende 2015 wurde sie als Notunterkunft für Flüchtlinge genutzt, ab September 2016 als Begegnungszentrum Migration und Ehrenamt. 2020 wurde sie verkauft und 2021 abgerissen.
An der Bahnhofstraße befindet sich das Paulusgemeindehaus. Dieses wurde 2012 zum Haus der Evangelischen Kirche umgebaut und beherbergt heute verschiedene Einrichtungen (Dekanatamt, Diakonisches Werk, Jugendwerk, Verwaltungszentrum sowie weitere kleinere Einrichtungen).
Die Paulus-Wald-Kirchengemeinde hat heute zwei Pfarrämter, das Pfarramt Paulus-Wald-Kirche sowie das Pfarramt Pauluskirche, wobei das Pfarramt Pauluskirche vom Dekan versehen wird.

#### Versöhnungskirchengemeinde Heidenheim
Die Versöhnungskirchengemeinde Heidenheim (ca. 1000 Gemeindeglieder) umfasst den Stadtteil Mittelrain im Norden der Stadt Heidenheim. Für den Stadtteil Mittelrain wurde durch Bekanntmachung des Oberkirchenrats vom 13. Mai 1968 die selbständige Versöhnungskirchengemeinde als fünfte Teilkirchengemeinde innerhalb der Gesamtkirchengemeinde Heidenheim errichtet. Zuvor gehörten die evangelischen Bewohner von Mittelrain zur Kirchengemeinde Schnaitheim. Das Kultusministerium hatte die neue Versöhnungskirchengemeinde mit Schreiben vom 26. März 1968 als Körperschaft des öffentlichen Rechts anerkannt. Die Versöhnungskirchengemeinde hat zusammen mit der römisch-katholischen Gemeinde zur Hl. Dreifaltigkeit das ökumenische Gemeindezentrum Mittelrain in der Hans-Thoma-Straße.

#### Zinzendorfkirchengemeinde Heidenheim
Die Zinzendorfkirchengemeinde Heidenheim (ca. 1600 Gemeindeglieder) umfasst den Osten der Stadt Heidenheim. Für dieses Gebiet, das von der Nördlinger Straße bis zu den Neubaugebieten Nattheimer Steige und Osterholz reicht, wurde mit Wirkung vom 1. November 1995 die Oststadtkirchengemeinde Heidenheim als sechste und letzte der Teilkirchengemeinden der Gesamtkirchengemeinde Heidenheim gebildet. Zuvor gehörten die Gemeindeglieder zur Pauluskirchengemeinde. Mit Wirkung vom 2. November 1995 wurde die Oststadtkirchengemeinde Heidenheim in Zinzendorfkirchengemeinde Heidenheim umbenannt. Der neue Gottesdienstraum der Zinzendorfkirchengemeinde wurde 2003 erbaut. Der Altbau wird jedoch weiterhin für verschiedene Gemeindegruppen als Veranstaltungsort genutzt.

### Brückengemeinde Heidenheim
Die Evangelische Brückengemeinde Heidenheim wurde im Jahr 2000 in der Evangelischen Landeskirche in Württemberg gegründet. Sie versteht sich als Gemeinde für Menschen, die wenig oder gar nicht kirchlich sozialisiert und dennoch auf der Suche sind. Die Evangelische Brückengemeinde will eine geistliche Heimat bieten und Menschen zum gemeinsamen Glauben an Jesus Christus einladen. Die sonntäglichen Gottesdienste dieser Gemeinde sind kreativ und mit moderner Musik gestaltet. Finanziert wird diese Gemeinde ausschließlich aus Spenden.
Seit 2014 ist die Brückengemeinde „personaler Seelsorgebereich“ innerhalb der Württembergischen Landeskirche.

### Kirchengemeinde Herbrechtingen

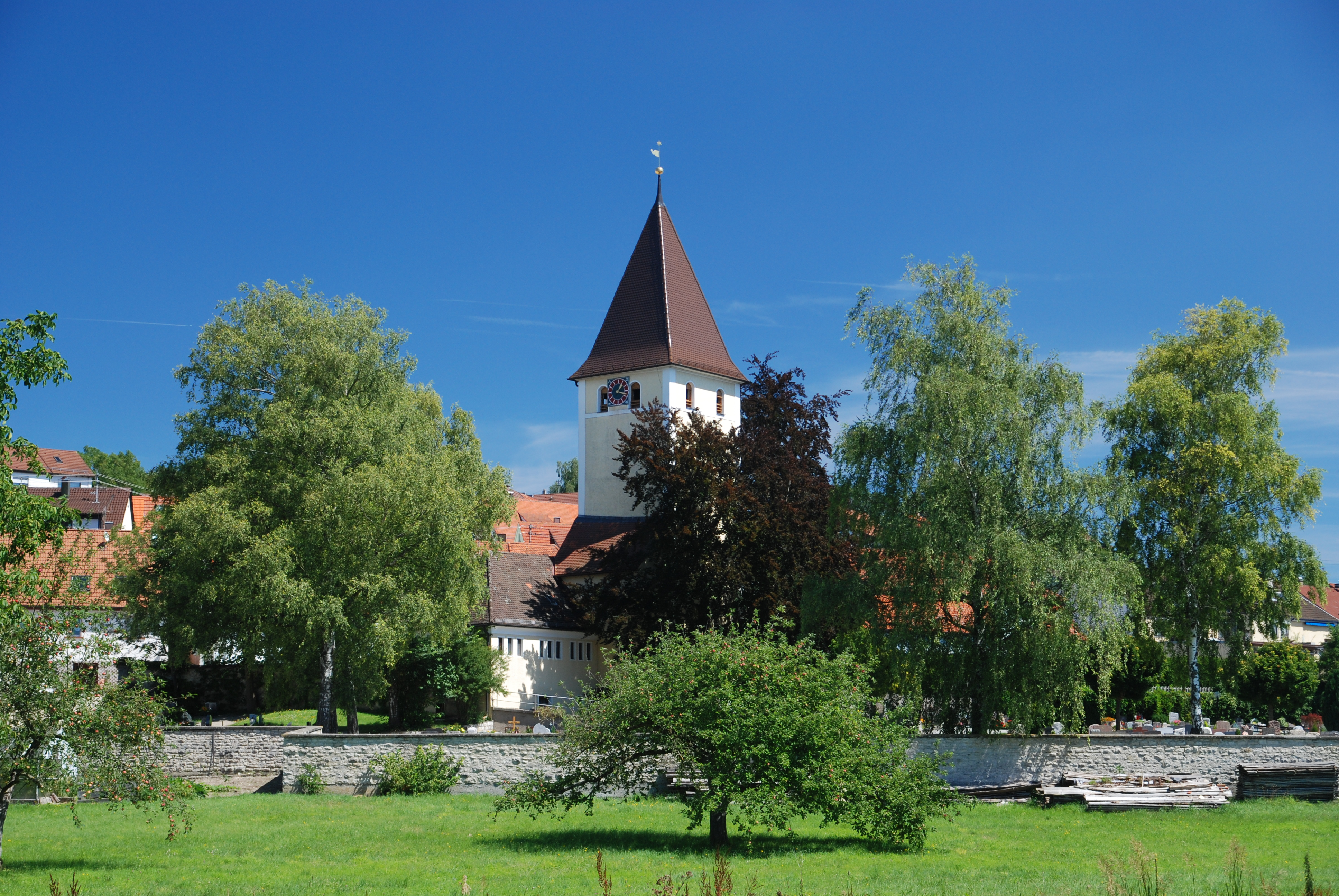
Evang. Kirche Herbrechtingen

Die Kirchengemeinde Herbrechtingen (ca. 2960 Gemeindeglieder) umfasst die Kernstadt von Herbrechtingen. Das kirchliche Leben beginnt mit dem Kloster, das 774 von Abt Fulrad von St. Denis gegründet wurde. Es war den Hll. Burgundofaro und Dionysius geweiht. 866 wurde es von König Ludwig bestätigt. 1046 wurde ein Kollegiatstift errichtet, das 1171 in ein Augustiner-Chorherrenstift umgewandelt wurde. Um das Stift bestand ein Dorf, das fast ganz im Besitz des Stifts war. Württemberg führte 1536 die Reformation ein. Das Stift wurde aufgelöst und ein Prälat eingesetzt. Die Besitzungen wurden durch ein Klosterstabsamt verwaltet. Die Stiftskirche St. Dionysius wurde evangelische Pfarrkirche. Von ihr stammt nur noch der Chor aus spätgotischer Zeit. Das Schiff wurde 1835 umgebaut. 1958 wurde die Kirche neu gestaltet. Von den Klostergebäuden ist noch der spätromanische Turm erhalten, ferner das Konventsgebäude aus dem 16./17. Jahrhundert und die 1785 erneuerte Propstei.
Im Wohngebiet Hohe Wart wurde 1988 ein Pfarrhaus und 1995 ein Gemeindezentrum mit einem Gottesdienstraum und einem Jugendbereich gebaut. Hier finden neben der Stiftskirche in Herbrechtingen regelmäßig Gottesdienste statt. Die Kirchengemeinde besteht aus zwei Pfarrbezirken, das Pfarramt I betreut das Gebiet südlich der Bahnlinie, das Pfarramt II das Gebiet nördlich der Bahnlinie. Im Bezirk I liegt das auch Albrecht-Bengel-Gemeindehaus. Die Kirchengemeinde Herbrechtingen hat auch einen Posaunenchor und einen Kirchenchor. Die Kindergärten der Kirchengemeinde gehören zum Träger für Kindertagesstätten des Kirchenbezirks.

### Kirchengemeinde Hermaringen
Die Kirchengemeinde Hermaringen (ca. 960 Gemeindeglieder) umfasst die Gemeinde Hermaringen, ohne die Wohnplätze Gerschweiler und Hohweiher, die wegen der räumlichen Nähe zu Giengen durch Bekanntmachung des Oberkirchenrats vom 28. August 1984 in die Kirchengemeinde Giengen an der Brenz umgegliedert wurden. Eine Kirche wurde in Hermaringen bereits 1216 erwähnt. Ab 1415 wird sie St. Maria genannt. Sie war bis 1357 helfensteinisch und kam dann über die Herren von Riedheim an das Kloster Kaisheim. Württemberg führte die Reformation ein. Die heutige Kirche wurde 1712/14 erbaut und 1790 erweitert. 1825 wurde der Turm erneuert. Im Innern befindet sich eine hochbarocke Kanzel und diverse Ölbilder mit Darstellung der Evangelisten. Die Kirchengemeinde Hermaringen ist Träger eines Kindergartens. Sie unterhält eine Partnerschaft mit der sächsischen Kirchengemeinde Claußnitz.
Bis 1997 gehörten auch die evangelischen Bewohner aus Burgberg zur Kirchengemeinde Hermaringen. Diese wurden jedoch mit Wirkung vom 29. August 1997 der Kirchengemeinde Hürben zugeordnet.

### Kirchengemeinde Heuchlingen-Heldenfingen
Die Kirchengemeinden Heuchlingen und Heldenfingen (ca. 1060 Gemeindeglieder) wurden im Dezember 2013 zur Kirchengemeinde Heuchlingen-Heldenfingen zusammengeschlossen.
Die ehemalige Kirchengemeinde Heuchlingen umfasst den Ortsteil Heuchlingen der Gemeinde Gerstetten. Heuchlingen gehörte kirchlich zunächst zu Dettingen, wurde dann 1850 eine Pfarrverweserei und 1856 eine Pfarrei. Eine 1311 erstmals genannte Kirche (St. Stephan) wurde 1792 durch den heutigen Bau ersetzt. Die Quersaalkirche wurde im Zopfstil erbaut. Neben der Kirche hat die Kirchengemeinde noch Gemeinderäume in der örtlichen Gemeindehalle. Das Pfarramt befindet sich in Heuchlingen.
Die ehemalige Kirchengemeinde Heldenfingen umfasst den Ortsteil Heldenfingen der Gemeinde Gerstetten.
Eine Kirche ist in Heldenfingen 1231 erstmals genannt. Ab 1474 wird sie Heilig-Kreuz-Kirche genannt. Sie gehörte dem Kloster Anhausen. Die im Kern alte Kirche wurde mehrfach verändert. Das Schiff ist frühklassizistisch, der Turm mit Zeltdach wurde 1828 erneuert.
Die Gottesdienste beider Gemeinden werden im wöchentlichen Wechsel um 9:00 oder um 10:00 Uhr gefeiert. Der Kindergarten der Kirchengemeinde gehört zum Träger für Kindertagesstätten des Kirchenbezirks.

### Kirchengemeinde Königsbronn
Die Kirchengemeinde Königsbronn (ca. 2320 Gemeindeglieder) umfasst die Gemeinde Königsbronn mit ihren Ortsteilen Itzelberg und Ochsenberg. Der Ortsteil Zang bildet eine eigene Kirchengemeinde. Das kirchliche Leben begann 1303 mit der Gründung des Zisterzienserklosters Königsbronn im Ort Springen (Urspring) durch den Abt des Klosters Salem. Es wurde mit dem Orts Springen und einigen Nachbarorten ausgestattet. Später kamen Kirchensätze von Reutlingen, Pfullingen u. a. hinzu. 1504 unterstand es der Schirmherrschaft von Württemberg. 1519 kam es unter bayerische, dann unter ulmische Schirmherrschaft. 1553 wurde es von Brandenburg-Ansbach erstürmt. Herzog Christoph von Württemberg ließ den Abt danach durch einen evangelischen Prediger ersetzen und richtete 1559 eine evangelische Klosterschule ein, die 1595 aufgehoben wurde. 1630 bis 1648 waren erneut Zisterzienser in Königsbronn. Das Dorf Springen hatte eine Kirche, die dem Kloster Königsbronn gehörte. Die gotische Klosterkirche wurde 1552 abgebrochen. Reste sind noch erhalten. Die anderen Klostergebäude entstanden erst später. Die heutige Pfarrkirche von Königsbronn ist die ehemalige Laienkirche. Sie wurde 1565 erbaut, 1710 umgebaut und 1955 restauriert. Es ist ein flachgedeckter Saalbau mit hochbarockem Altaraufsatz. Das Gestühl stammt von 1713. Im Innern sind zahlreiche gusseiserne Grabplatten des 17. und 18. Jahrhunderts zu sehen. Ein Teil der Kirchengemeinde Königsbronn wird heute vom Pfarramt Zang-Königsbronn II betreut.
Itzelberg gehörte kirchlich zunächst zu Schnaitheim und kam nach der Reformation 1536 an Königsbronn. Ochsenberg und Zang waren stets Filialen von Königsbronn. 1963 wurde in Ochsenberg eine eigene evangelische Kirche gebaut. Zang war ab 1831 eine ständige Pfarrverweserei und dort wurde eine eigene Kirchengemeinde gegründet.

### Kirchengemeinde Mergelstetten
Die Kirchengemeinde Mergelstetten (ca. 2050 Gemeindeglieder) umfasst den Stadtteil Mergelstetten der Stadt Heidenheim an der Brenz. Eine Kirche wurde in Mergelstetten 1252 erwähnt, als der Kirchensatz von den Dillinger Grafen an das Kloster Herbrechtingen gelangte. 1474 wird die Kirche St. Ulrich genannt. Nach der Reformation durch Württemberg war Mergelstetten Filiale von Bolheim. 1700 wurde wieder eine eigene Pfarrei errichtet. Die alte Kirche brannte 1841 ab. An ihrer Stelle wurde 1843 die heutige Kirche erbaut.
Neben der Kirche hat die Kirchengemeinde Mergelstetten zwei Gemeindehäuser, das Ökumenische Haus Reutenen in der Böblinger Straße und das Gemeindehaus in der Carl-Schwenk-Straße. Die Kirchengemeinde ist Trägerin von zwei Kindergärten in der Carl-Schwenk-Straße und im Waiblinger Weg.

### Kirchengemeinde Schnaitheim
Die Kirchengemeinde Schnaitheim (ca. 3090 Gemeindeglieder) umfasst die Stadtteile Schnaitheim, Aufhausen, Großkuchen, Kleinkuchen, Rotensohl und Nietheim der Stadt Heidenheim. Eine Kirche wurde in Schnaitheim 1344 erstmals erwähnt. Der Kirchensatz war im 15. Jahrhundert auf verschiedene Herrschaften (u. a. Helfenstein) aufgeteilt. Das bereits 1427 als St. Michaelskirche bekannte Gotteshaus wurde um 1470 erbaut und um 1665 verändert. Der Turm stammt von 1774. Der Kirchhof ist umgeben von einer Mauer, war früher Zufluchtsort und wurde bis 1879 als Friedhof genutzt. Einige Grabplatten sind noch erhalten und an der Kirchenwand angebracht. Im Inneren der Kirche ist ein Kruzifix von 1710, der Orgelprospekt von 1712 und die Kanzel von 1716 zu erwähnen. Die Emporenbilder aus dem Jahr 1668 stellen Personen und Motive aus der Bibel dar. Der Taufstein stammt aus dem Jahr 1828. Im Turm hängen vier Glocken, von denen die älteste schon 1484 gegossen wurde. Im zugehörigen Ort Aufhausen gibt es keine Kirche. Es gehörte stets zu Schnaitheim.
Die Kirchengemeinde Schnaitheim hat zwei Gemeindehäuser, das Oetinger-Gemeindehaus im Brenzle, und das 1950 erbaute Wichernhaus in der Mühlstraße im Süden Schnaitheims. Dieses wurde 1989 erweitert. Hier finden auch regelmäßig Gottesdienste statt. Die Kirchengemeinde Schnaitheim hat einen Kirchenchor, einen Kinderchor, einen Singkreis für Frauen und einen Posaunenchor. Sie ist auch Trägerin von drei Kindergärten (Wehrenfeld, Wichernhaus und Aufhausen). Seit 1997 unterhält die Kirchengemeinde Schnaitheim eine Partnerschaft mit der anglikanischen Kirchengemeinde St. George’s in Littleport bei Ely, East Cambridgeshire, England. Heute gibt es zwei Pfarrämter in Schnaitheim. Sie tragen die Bezeichnungen Nord und Süd.
Großkuchen mit den zugehörigen Orten Kleinkuchen, Rotensohl und Nietheim blieb infolge der Zugehörigkeit zur Herrschaft Öttingen katholisch. Das Kloster Neresheim hatte die Nutznießung der Dorfkirche. Die überwiegend erst nach dem Zweiten Weltkrieg nach Großkuchen zugewanderten evangelischen Bewohner wurden der Kirchengemeinde Schnaitheim zugeordnet.

### Kirchengemeinde Söhnstetten
Die Kirchengemeinde Söhnstetten (ca. 880 Gemeindeglieder) umfasst den Ortsteil Söhnstetten der Gemeinde Steinheim am Albuch. Eine Kirche wurde in Söhnstetten im Jahr 1243 erstmals erwähnt. Der Kirchensatz gehörte dem Kloster Königsbronn, dem die Kirche 1423 inkorporiert wurde. Nach den Wirren des Dreißigjährigen Krieges wurde die Kirche 1666 wieder aufgebaute. Ab 1698 ist sie als Martinskirche bekannt. Die heutige Kirche wurde ab 1854 neu erbaut, nachdem die Vorgängerkirche zu klein bzw. baufällig geworden war. Am 28. Mai 1856 wurde sie eingeweiht. Im Innern befindet sich ein spätbarockes Kruzifix mit Lilienkreuz aus der Vorgängerkirche. Die Kirchengemeinde Söhnstetten hat auch einen Kirchenchor und einen Posaunenchor.

Gesamtkirchengemeinde Sontheim-Niederstotzingen
Die evangelischen Kirchengemeinden Sontheim-Brenz-Bergenweiler und Niederstotzingen bilden seit 2019 die Gesamtkirchengemeinde Sontheim-Niederstotzingen.

### Kirchengemeinde Niederstotzingen
Die Kirchengemeinde Niederstotzingen (ca. 1440) umfasst die Stadt Niederstotzingen mit ihren zugehörigen Stadtteilen Oberstotzingen und Stetten ob Lontal mit Ausnahme von Lontal und Reuendorf, die zur Kirchengemeinde Hürben gehören. Niederstotzingen gehörte kirchlich evtl. zu Oberstotzingen. Eine eigene Kirche wurde in Niederstotzingen 1219 erstmals genannt. Ab 1352 wird sie St. Peter genannt. Das Patronatsrecht stand den Grafen von Dillingen, ab 1258 dem Hochstift Augsburg und den Grafen von Truhendingen, die es an die Ritter von Stotzingen verlehnten. Diese verkauften es 1329 an das Kloster Herbrechtingen, dem die Kirche 1330/47 inkorporiert wurde. Durch die Reformation fiel es an Württemberg. Die Herren von Stotzingen hatten 1335 eine Frühmesse auf dem Katharinenaltar gestiftet. Im 16. Jahrhundert gehörte Niederstotzingen den Herren von Stein. Diese teilten den Ort 1550 auf. Die eine Linie residierte im Burgschloss, die andere im neu erbauten Steinhaus. Letztere wurde 1661 an das Kloster Kaisheim verkauft. Die Burgschlosslinie wurde 1628 geteilt. Es entstand die Freihauslinie als dritte Herrschaft Niederstotzingens. Sie residierte im ehemaligen Pfleghof des Klosters Königsbronn. Von den beiden Linien des 16. Jahrhunderts führt die Burgschlosslinie unter Heinrich von Stein die Reformation ein. Die Steinhauslinie blieb katholisch. Deshalb wurde die Kirche in Niederstotzingen simultan genutzt. 1845/47 wurde die aus dem 13. Jahrhundert stammende Kirche, die später einen Choranbau erhielt, durch den heutigen Neubau ersetzt. Dabei wurden einige Epitaphien aus dem 16. Jahrhundert in die neue Kirche übernommen. Die evangelische Kirchengemeinde Niederstotzingen baute sich dann 1963 eine eigene Kirche. Die alte Kirche wurde von der römisch-katholischen Kirche übernommen und 1968/69 umgestaltet.
Außer der Kirche bestand in Niederstotzingen seit 1219 auch eine Kapelle St. Andreas auf dem Kirchhof. Sie diente nach der Reformation als Friedhofskapelle und wurde 1809 abgebrochen. Die Kirchengemeinde Niederstotzingen ist Trägerin eines Kindergartens.
Bis 1939 gehörte die Kirchengemeinde Niederstotzingen zum Kirchenbezirk Ulm. Mit Wirkung vom 1. April 1939 wurde sie in den Kirchenbezirk Heidenheim umgegliedert.
Oberstotzingen und Stetten ob Lontal blieben nach der Reformation katholisch. Die überwiegend erst nach dem Zweiten Weltkrieg zugezogenen evangelischen Bewohner wurden der Kirchengemeinde Niederstotzingen zugeordnet.

### Kirchengemeinde Sontheim-Brenz-Bergenweiler
2019 fusionierten die Kirchengemeinden Sontheim und Brenz-Bergenweiler zur Kirchengemeinde Sontheim – Brenz-Bergenweiler. Sie gehört zur Gesamtkirchengemeinde Sontheim-Niederstotzingen.
Die Seelsorgebezirk Sontheim an der Brenz (ca. 1900 Gemeindeglieder) umfasst den Hauptort der Gemeinde Sontheim an der Brenz. Kirchlich gehörte Sontheim zunächst zu Brenz. Nach der Reformation 1536 erhielt der Ort ein eigenes Kirchlein, das von der Pfarrei Hermaringen betreut wurde. Brenz war damals noch katholisch. 1564 wurde Sontheim Sitz einer eigenen Pfarrei. Die heutige Georgskirche wurde 1716/22 im barocken Stil erbaut. Dabei blieb der Chorturm des Vorgängerbaus erhalten. An der Decke befinden sich drei Gemälde die die Auferstehung, die Himmelfahrt und die Herrlichkeit Christi darstellt. Die Kirchengemeinde Sontheim ist Trägerin des Kinderhauses in der Au und ist auch in der „Sozialstation Giengen und Unteres Brenztal gGmbH“ beteiligt.
Der Seelsorgebezirk Brenz-Bergenweiler (ca. 850 Gemeindeglieder) umfasst die Ortsteile Brenz und Bergenweiler der Gemeinde Sontheim an der Brenz.
Die Kirche in Brenz gelangte wohl schon im 9. Jahrhundert an das Kloster St. Gallen. Doch schon um 680/90 stand in Brenz bereits eine Holzkirche. Sie ist somit eine der ältesten Kirchen des ganzen Landes. Um 740 wurde die Holzkirche durch einen Steinbau ersetzt. Ab 1494 ist das Gotteshaus als Galluskirche bekannt. Das Patronatsrecht kam über die Güssen an das Hochstift Augsburg, dann an Württemberg, das 1616 die Reformation einführte. Der heutige Bau ist romanisch aus dem Jahr und stammt aus den Jahren um 1170/90. Um 1235 wurde die Kirche zu einer dreischiffigen Säulenbasilika umgebaut. In gotischer Zeit gab es mehrere Veränderungen. 1893 bis 1896 wurde sie im Rahmen von Restaurierungen stark verändert, doch konnte 1964 bis 1966 der ursprüngliche Zustand annähernd wiederhergestellt werden.
Bergenweiler gehörte ursprünglich kirchlich zu Brenz. Nach der Reformation durch Heinrich von Stein im Jahr hatte der Ort eine eigene Pfarrei. Die Gemeinde versammelte sich in der Schlosskapelle, dessen Patronatsrechte die Ortsherrschaft innehatte. Doch gab es im Ort selbst auch eine Kirche, die 1442 als Kapelle erwähnt wurde. Sie stand auf dem Kirchhof auf dem Berg. Noch 1859 waren dort Reste dieser Kirche vorhanden. 1952 erbaute sich die Gemeinde auf dem Platz der alten Kirche auf dem Friedhof eine neue Kirche, die anstelle der Schlosskapelle Pfarrkirche wurde. Die Schlosskapelle wurde dann 1967 abgebrochen.

### Kirchengemeinde Steinheim am Albuch
Die Kirchengemeinde Steinheim am Albuch (ca. 2840 Gemeindeglieder) umfasst den Hauptort und die Ortsteile Sontheim/Stubental, Gnannenweiler, Neuselhalden, Küpfendorf und Ziegelhütte der Gemeinde Steinheim am Albuch. Die Herren von Albeck gründeten in Steinheim 1190 ein Augustiner-Chorherrenstift, das über die Helfensteiner 1302 an König Albrecht I verkauft wurde. Dieser verwendete es zur Ausstattung des Klosters Königsbronn, so dass es bald danach aufgelöst wurde. Eine Kirche wurde in Steinheim am Albuch 1209 erstmals erwähnt. Ab 1508 ist sie als Peterskirche bekannt. Das Patronat gehörte dem Hochstift Augsburg, von dem es samt dem Stift Steinheim an das Kloster Königsbronn kam. Nach der Reformation war die Peterskirche evangelische Pfarrkirche, in der Philipp Friedrich Hiller von 1748 bis 1769 Pfarrer war. 1778 wurde die heutige Kirche von Kirchenrats-Baumeisters Wilhelm Friedrich Goez erbaut, in der noch die Grabplatte von Hiller zu sehen ist. Die klassizistische Saalkirche hat stuckverzierte Emporenbrüstungen und eine einfach Stuckdecke. Der achteckige Turm hat eine welsche Haube. Neben der früher auch als „untere Pfarrkirche“ bekannten Peterskirche gab es wohl noch eine „obere Pfarrkirche“. Diese wurde 1238 als Nikolauskirche erwähnt, von ihr ist aber nichts weiter überliefert. Von den einstigen Klostergebäuden besteht nur noch der Klosterhof, der nach der Aufhebung des Klosters als herrschaftliche Meierei diente.
Die Kirchengemeinde Steinheim besitzt auch ein Gemeindehaus, in dem unter anderem auch der Kindergarten untergebracht ist. Die Kirchengemeinde Steinheim am Albuch hat auch einen Posaunenchor und einen Kirchenchor.

### Kirchengemeinde Zang
Die Kirchengemeinde Zang (ca. 570 Gemeindeglieder) umfasst den Stadtteil Zang der Gemeinde Königsbronn. Zang gehörte kirchlich zunächst zu Königsbronn. Ab 1831 war Zang eine ständige Pfarrverweserei und es wurde dann auch eine eigene Kirchengemeinde gegründet. Der Ort hatte schon seit 1568 eine Holzkirche, die im Dreißigjährigen Krieg zerstört wurde. 1781 wurde die heutige Kirche neu erbaut. Die Kirchengemeinde Zang besitzt auch eine Gemeindehaus und ist Trägerin eines Kindergartens. Heute wird die Kirchengemeinde Zang vom Pfarramt Zang-Königsbronn betreut, das auch für einige Gemeindeglieder der Kirchengemeinde Königsbronn zuständig ist.

## Archivquellen
- Bestand: Visitationsberichte.   Landeskirchliches Archiv Stuttgart. 1581–1822.   Signatur: A 1.
- Bestand: Kirchenvisitationsakten.   Hauptstaatsarchiv Stuttgart. ca. 1601–1840.   Signatur: A 281.
- Bestand: Ortsakten [mit Digitalisaten der Pfarrbeschreibungen und Pfarrberichte (darin u. a.: Chronik, Filialverhältnisse)].   Landeskirchliches Archiv Stuttgart. ca. 1550–1923.   Signatur: A 29.
- Bestand: Ortsakten [mit Digitalisaten der Pfarrberichte (darin u. a.: Filialverhältnisse)].   Landeskirchliches Archiv Stuttgart. ca. 1924–1966.   Signatur: A 129.
- Bestand: Ortsakten [mit Visitationsberichten].   Landeskirchliches Archiv Stuttgart. ca. 1967–1989.   Signatur: A 229.
- Archivgut: Dekanatsarchive.   Landeskirchliches Archiv Stuttgart.   Signatur: F-Bestände.
- Archivgut: Pfarrarchive.   Landeskirchliches Archiv Stuttgart.   Signatur: G-Bestände.